# Ільїнське-Усово
Ільї́нське-Усово (рос. Ильинское-Усово) — селище у Красногорському районі Московської області Російської Федерації.

## Розташування
Селище Ільїнське-Усово входить до складу сільського поселення Ільїнське. Воно розташоване в 1 км на північ від села Ільїнське. Найближчі населені пункти Ільїнське, Бузланово, Мечниково.

## Населення
Станом на 2010 рік у селі проживало 1556 людей
.